# Chích lá Tickell
Chích_lá_Tickell (Phylloscopus affinis) là một loài chim trong họ Phylloscopidae.
Chích lá Tickell được tìm thấy ở châu Á tại các quốc gia Bangladesh, Bhutan, Trung Quốc, Ấn Độ, Myanmar, Nepal, Pakistan và Thái Lan. Loài này có mặt dưới và mày màu vàng. Giống như các loài chích lá khác, loài này ăn chủ yếu là côn trùng bằng cách lượm lặt và đi dạo ngắn. Là một loài chim hoạt động, nó thích tán cây và cây bụi thấp và có thể khó theo dõi khi nó di chuyển tích cực từ cành này sang cành khác, nhào lộn lục soát mặt dưới của lá và cành cây. Mặt dưới màu vàng nhạt và thiếu thanh cánh có thể được sử dụng để phân biệt với các loài tương tự. Nó có đôi chân thon dài với phần cánh dưới màu xám nhạt và bắt buộc.
Tên gọi tưởng nhớ nhà thần học người Anh Samuel Tickell, người đã thu thập ở Ấn Độ và Myanmar.